# Djurgårdsbrunnskanalen
Der Djurgårdsbrunnskanalen ist ein Kanal im südlichen Djurgården in Stockholm, er erstreckt sich vom Djurgårdsbrunnsviken im Westen zur Ostseebucht Lilla Värtan im Osten. Der Kanal ist ca. einen Kilometer lang und wird von einer Drehbrücke überquert.
Hier gab es schon sehr früh eine natürliche Wasserstraße, aber Mitte des 18. Jahrhunderts hörte Djurgården auf, eine Insel zu sein, denn durch die fortschreitende Landerhöhung und Versumpfung wurde die Verbindung zu einem schmalen, unbrauchbaren Rinnsal.
Der gegenwärtige Kanal kam durch die Initiative von König Karl XIV. Johan zustande. Er wollte Djurgården verschönen und gleichzeitig die Versorgung der Stadt mit Gemüse erleichtern, das auf den Inseln der Schären angebaut wurde. Der Kanal wurde eine teure und langwierige Angelegenheit. Es dauerte fast zehn Jahre, den ca. einen Kilometer langen, 9,5 m breiten und 2,1 m tiefen Kanal zu bauen. Im Jahre 1834 war er endlich fertig.
Heute ist der Djurgårdsbrunnskanalen ein beliebtes Ausflugsziel mit seinen schattigen Uferpromenaden, die mit Eichen und Ahorn bepflanzt sind. Zur Sommerzeit ist auch reges Treiben im Kanal, wenn sich Sightseeingboote, Freizeitboote und Sportboote dort drängeln. Der Ruderklub Stockholms Roddförening hat am Kanal sein Klub- und Bootshaus, das 1913 nach den Plänen des renommierten Architekten Sigurd Lewerentz eingeweiht wurde. Seit 1994 ist der Djurgårdsbrunnskanalen auch Teil des ersten Nationalstadtparks der Welt, dem Ekoparken. 

## Bilder

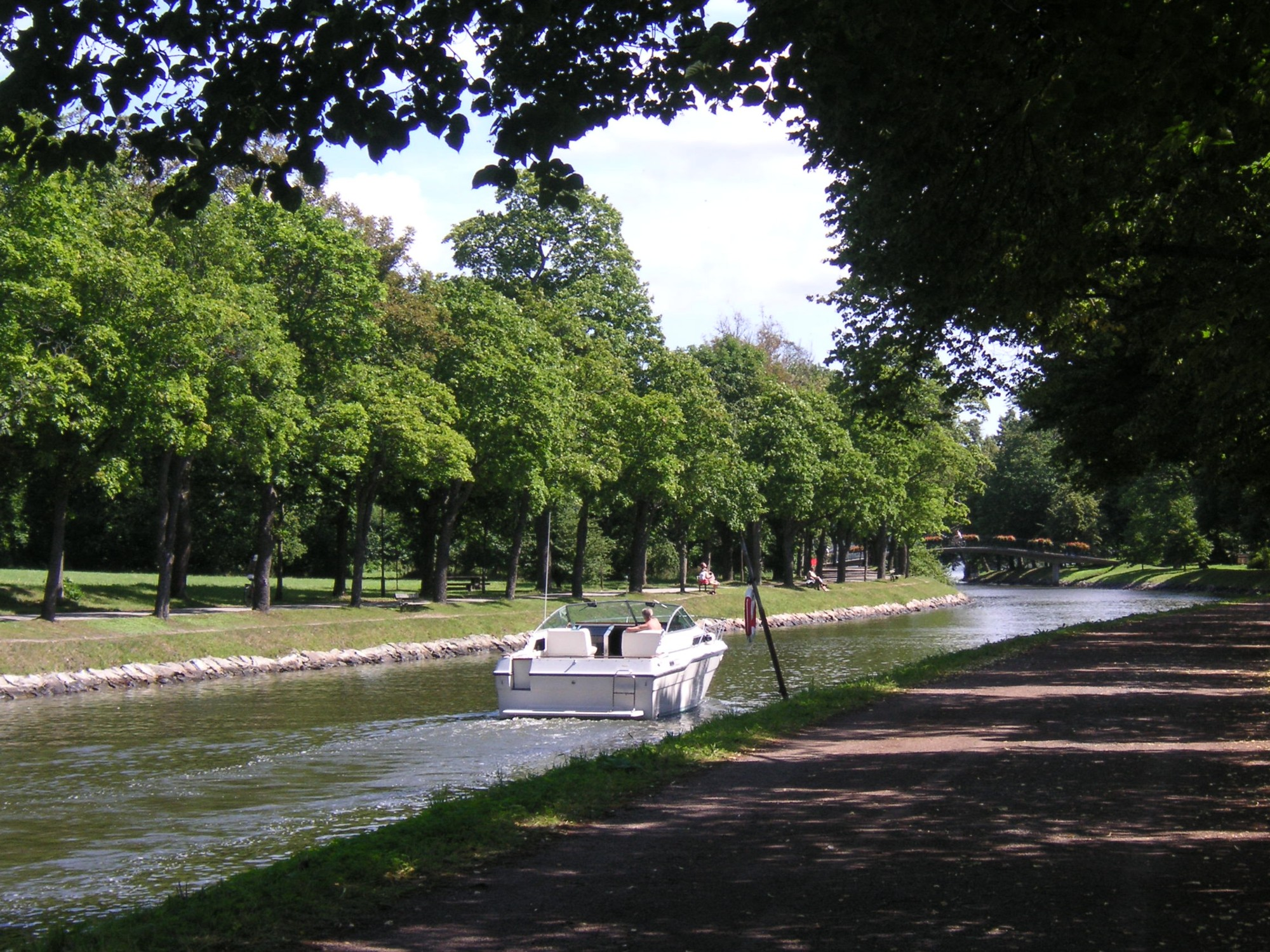
Sommer 2007
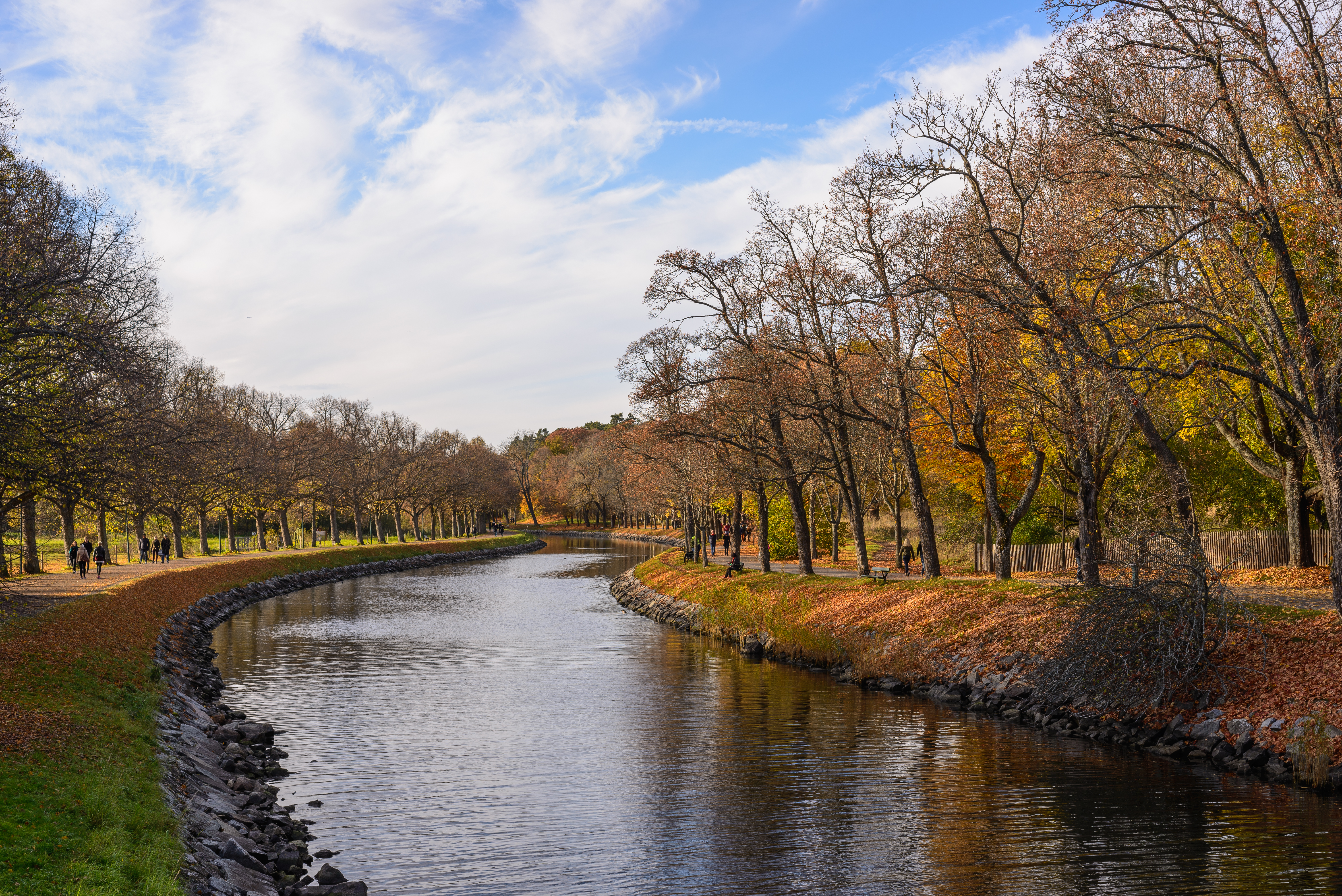
Herbst 2013
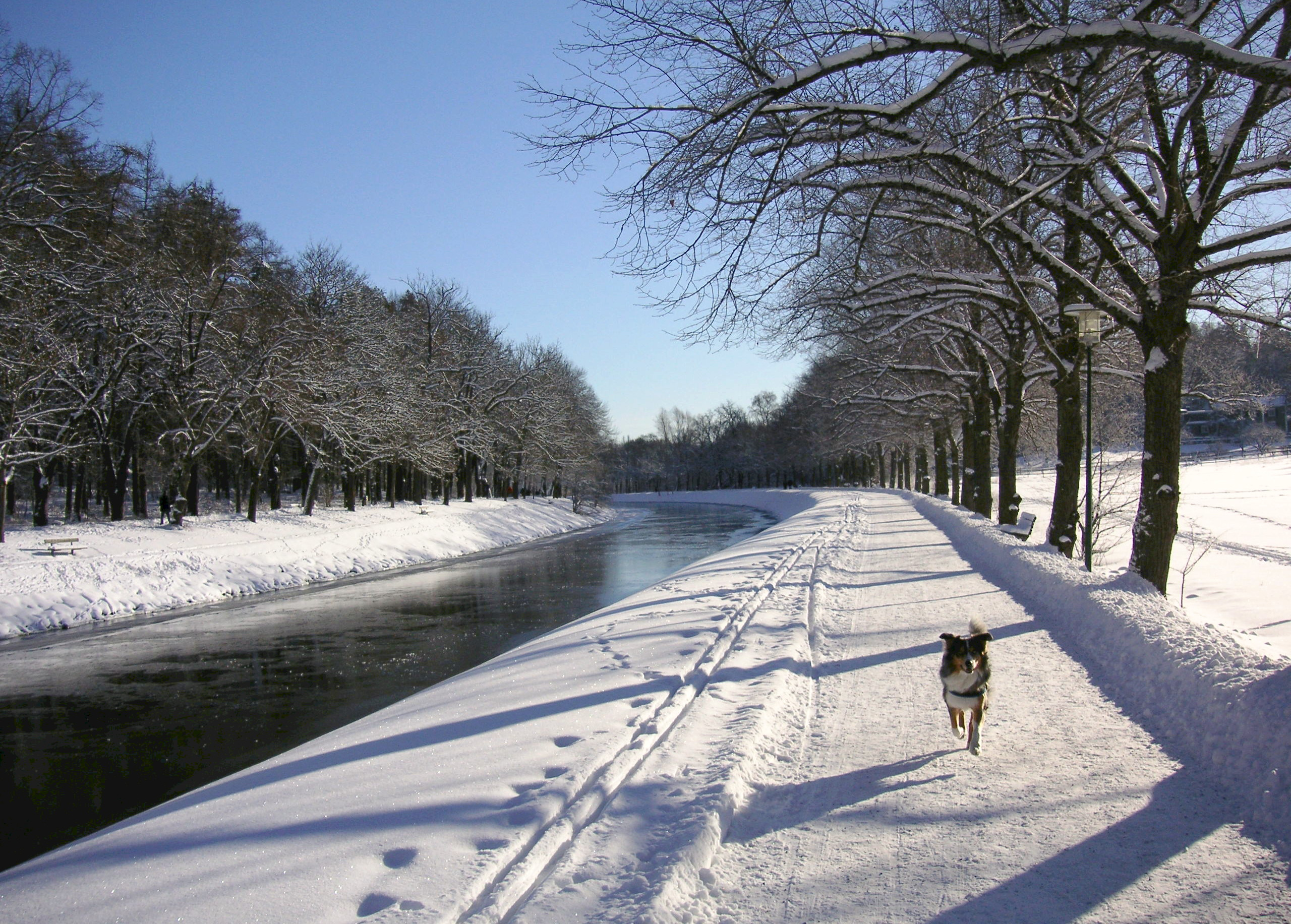
Winter 2006
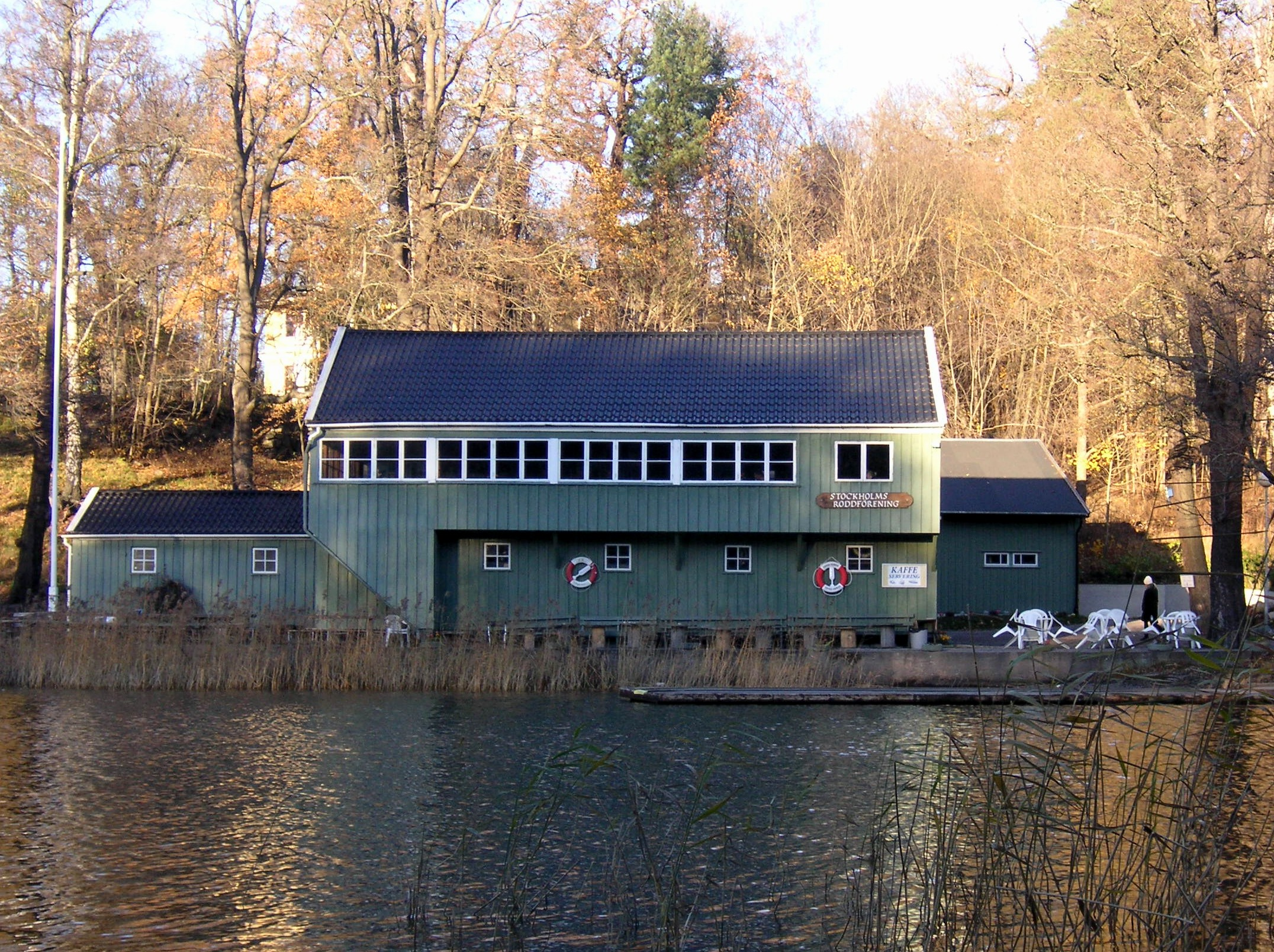
Stockholms Roddförening